# Насріди
Династія Насрідів (араб. بنو نصر banū Naṣr або banū al-Aḥmar; ісп. Nazarí) — арабська династія, яка правила Гранадським еміратом з 1230 по 1492 рік. Це була остання мусульманська династія на Піренейському півострові. Двадцять три еміри правили Гранадою з моменту заснування династії в 1230 році Мухаммедом I до 2 січня 1492 року, коли Мухаммед XII віддав усі землі королеві Ізабеллі I Кастильській. Сьогодні найпомітнішим свідченням правління династії Насрідів є частина палацового комплексу Альгамбра, збудованого за їхнього правління.

## Історична довідка
Династія, заснована Мухаммадом I Гранадським, володіла територією, яка включала Гранаду, Хаен, Альмерію та Малагу. Валенсія, Хатіва та Хаен були завойовані християнами під час кампаній Реконкісти, і здебільшого Насріди стали васалами, які сплачували данину з 1243 року. Гранада продовжувала залишатися центром ісламської культури. Пізніше Насріди уклали союзи з Марінідами з Марокко.
Насрідські ремесла, такі як текстильні роботи, керамічна глазур, використовували техніку 9-го століття з Багдаду і застосовувалися для виготовлення люстрованого посуду спочатку в Малазі, Мурсії та Альмерії, а потім, у 15-му столітті, в Манізес.
Цей стиль кераміки, створений спочатку під мусульманським патронатом, а потім під християнським, вплинув на пізніший стиль кольорової глазурованої італійської кераміки, відомої під назвою майоліка. Протягом 14 століття Насріди відзначилися своєю палацовою архітектурою, як-от Альгамбра, яка була результатом зусиль Ісмаїла I та Мухаммада V.
У 1469 році Фернандо II Арагонський одружився з Ізабеллою I Кастильською, об'єднавши християнські королівства Кастилії та Арагону у спільній справі очищення Піренейського півострова від ісламу. Останній насрідський правитель Гранадського емірату Мухаммад XII був засланий до Фесу (Марокко) у 1492 році, а мусульманське населення, що залишилося, отримало статус мудехарів.

## Походження
Династія Насридів походила з арабського племені Бану Хазрадж і претендувала на пряме походження по чоловічій лінії від Сада ібн Убадаха, вождя племені та одного з сподвижників ісламського пророка Магомета. Насаб Юсуфа (на прізвисько «аль-Ахмар», що означає «Червоний»).

## Конфлікти спадщини та громадянська війна
У той час, коли християни розгортали кампанію проти Гранадського емірату, яка б фактично поклала край династії Насрідів, Насріди були втягнуті у громадянську війну за трон Гранади. Коли Абу'л-Гасан Алі, султана Гранади, скинув його син Мухаммад XII, Абу'л-Гасан Алі відступив до Малаги, і між конкуруючими фракціями спалахнула громадянська війна. Християни сповна скористалися цим і продовжили захоплення мусульманських замків. Мухаммад XII був схоплений християнськими військами в 1483 році в Лусені, Кордова. Його звільнили після того, як він присягнув на вірність Фернанду II Арагонському та Ізабеллі I Кастильській. Абу'л-Гасан Алі остаточно зрікся престолу на користь свого брата Мухаммада XIII, султана Гранади, відомого як Аль-Загаль (Доблесний), і боротьба за владу з Мухаммадом XII продовжилася. У внутрішній боротьбі Аль-Загаль переміг, але був змушений здатися християнам. Мухаммад XII отримав володіння в горах Альпухаррас, але натомість отримав фінансову компенсацію від іспанської корони, щоб покинути Піренейський півострів.

## Спадщина
Династія Насрідів була найдовшою правлячою мусульманською династією на Піренейському півострові, яка правила понад 250 років від заснування Гранадського емірату в 1230 році до його анексії в 1492 році. Насріди побудували палацово-фортечний комплекс Альгамбра в Гранаді.

## Родинне дерево
Наведене нижче генеалогічне дерево показує генеалогічний зв'язок між кожним султаном династії Насрідів. Воно починається з їхнього спільного предка, Юсуфа аль-Ахмара. Дочки не вказані, як і сини, чиї нащадки ніколи не правили. За часів суперництва за трон у генеалогічному дереві, як правило, визнається султан, який контролював саму Гранаду та палац Альгамбру.

## Список Насрідських султанів Гранади

### Перша династія (аль-Даула аль-галібія)
| С. н. | Ім'я                                             | Дата народження    | Дата смерті         | Царювання                       | Примітки |
| ----- | ------------------------------------------------ | ------------------ | ------------------- | ------------------------------- | -------- |
| 1     | Абу Абдаллах Мухаммад I ібн Юсуф ібн Наср        | в. 1194            | 22 січня 1273 р     | в. 1238 — 22 січня 1273         |          |
| 2     | Абу Абдаллах Мухаммад II ібн Мухаммад            | в. 1235            | 8 квітня 1302 р     | 22 січня 1273 — 8 квітня 1302   |          |
| 3     | Абу Абдаллах Мухаммад III ібн Мухаммад аль-Махлу | 15 серпня 1257 р   | 21 січня 1314 р     | 8 квітня 1302 — 14 березня 1309 |          |
| 4     | Абу Джувайюш Наср I ібн Мухаммад                 | 1 листопада 1287 р | 16 листопада 1322 р | 14 березня 1309 — 8 лютого 1314 |          |

## Використана та цитована література
- Fernández Puertas, Antonio (1997). The Alhambra. Vol 1. From the Ninth Century to Yusuf I (1354). Saqi Books. ISBN 0-86356-466-6.
- Fernández Puertas, Antonio (1997). The Alhambra. Vol. 2. (1354–1391). Saqi Books. ISBN 0-86356-467-4.
- Harvey, Leonard Patrick (1992). Islamic Spain 1250 to 1500. University of Chicago Press. ISBN 0-226-31962-8.
- Watt, W. Montgomery (1965). A History of Islamic Spain. Edinburgh University Press. ISBN 0-7486-0847-8.
- Arié, Rachel (1990). L'Espagne musulmane au Temps des Nasrides (1232–1492) (фр.) (вид. 2nd). De Boccard. ISBN 2-7018-0052-8.
- Bueno, Francisco (2004). Los Reyes de la Alhambra. Entre la historia y la leyenda (ісп.). Miguel Sánchez. ISBN 84-7169-082-9.
- Cortés Peña, Antonio Luis; Vincent, Bernard (1983–1987). Historia de Granada. 4 vols (ісп.). Editorial Don Quijote.
- Miranda, Ambroxio Huici (1970). The Iberian Peninsula and Sicily. У Holt (ред.). The Cambridge History of Islam. Т. 2A. Cambridge University Press.
- Fernández-Puertas, Antonio (April 1997). The Three Great Sultans of al-Dawla al-Ismā'īliyya al-Naṣriyya Who Built the Fourteenth-Century Alhambra: Ismā'īl I, Yūsuf I, Muḥammad V (713–793/1314–1391). Journal of the Royal Asiatic Society. Third Series. 7: 1—25. doi:10.1017/S1356186300008294.
- Castro, Francisco Vidal (2018). Ismail III. Real Academia de la Historia.
- Castro, Francisco Vidal (2018a). Ismail IV. Real Academia de la Historia.